# Remies
Remies – miejscowość i gmina we Francji, w regionie Hauts-de-France, w departamencie Aisne.
Według danych na styczeń 2014 roku gminę zamieszkiwało 248 osób, a gęstość zaludnienia wynosiła 27 osób/km².